# Saint-Jean-en-Royans
Saint-Jean-en-Royans là một xã thuộc tỉnh Drôme trong vùng Auvergne-Rhône-Alpes đông nam nước Pháp.